# Palais Montaner
Pour les articles homonymes, voir Montaner (homonymie).

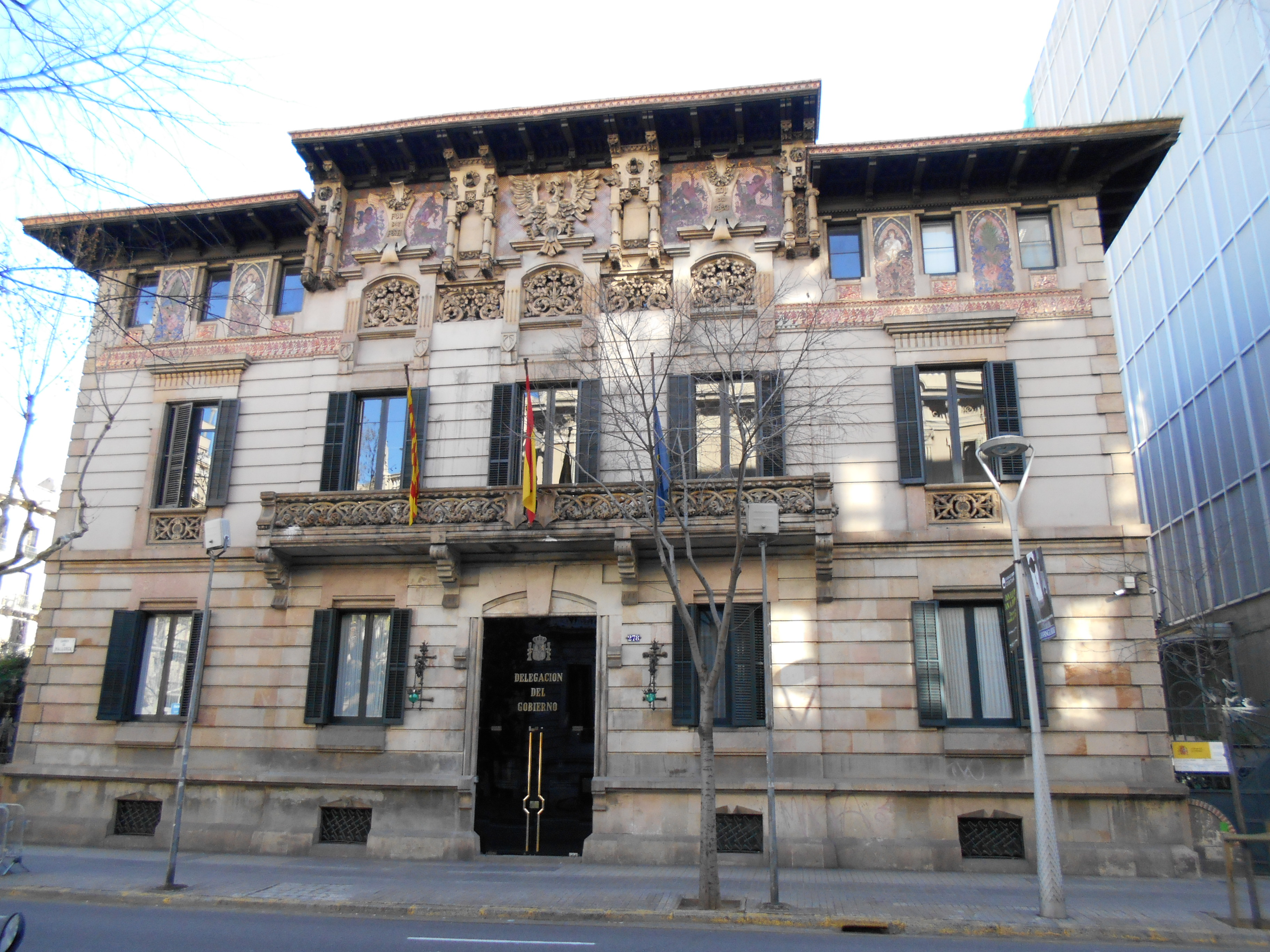
Vue générale du Palais Montaner.

Le palais Montaner est un bâtiment moderniste catalan situé à Barcelone.

## Histoire

### Construction
Ramón Montaner charge l'architecte Josep Domènech i Estapà de la réalisation de l'édifice. Le projet est dessiné en 1889.
Les travaux ont été exécutés par Lluís Domènech i Montaner, neveu du propriétaire, qui avait déjà bâti pour lui en 1885 le bâtiment de l'Éditorial Montaner i Simón (actuelle Fondation Antoni-Tàpies).
Il est le siège de la Subdélégation du Gouvernement à Barcelone, et aussi depuis 2008 le siège provisoire de la Délégation du Gouvernement en Catalogne, jusqu'à ce que soit transformé le siège original dans l'Ancienne Douane de Barcelone,,.

## Situation
Il situé au 278 de la rue Majorque à Barcelone .

## Décorations

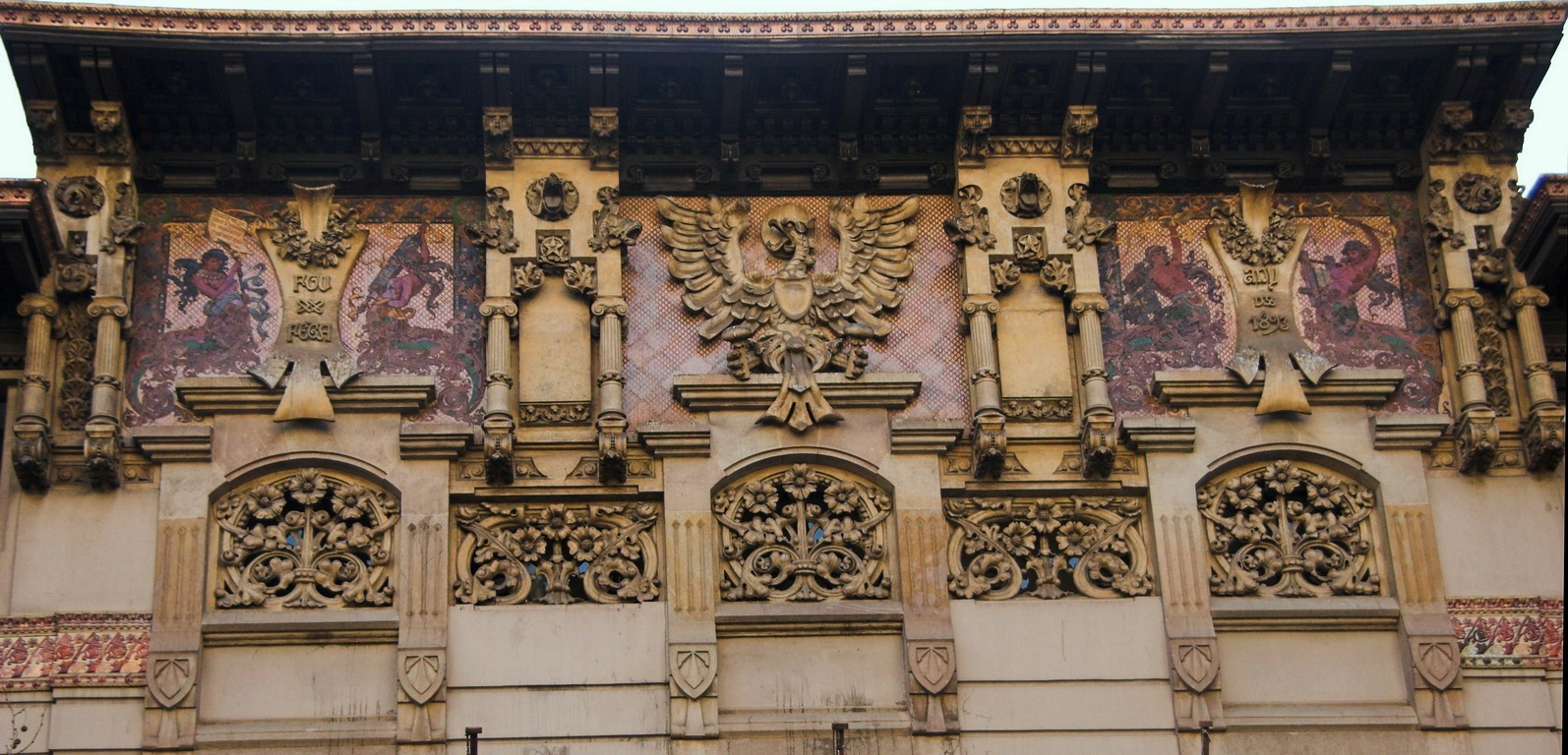
Détail de la frise du bâtiment.

Toute la partie supérieure du bâtiment est décorée  de mosaïques représentant l'invention de l'imprimerie, ainsi qu'une grande frise sculptée.
L'intérieur est décoré avec somptuosité, l'escalier principal avec de grands ornements sculptés en pierre, œuvres de Gaspar Homar, de grands vitraux d'Antoni Rigalt i Blanch et des sculptures de Eusebi Arnau.
En 1980 l'architecte Marc Carbonell a restauré le bâtiment, pour l'adapter comme siège de la Subdélégation du Gouvernement à Barcelone.